# Orphelinat Saint-Philippe

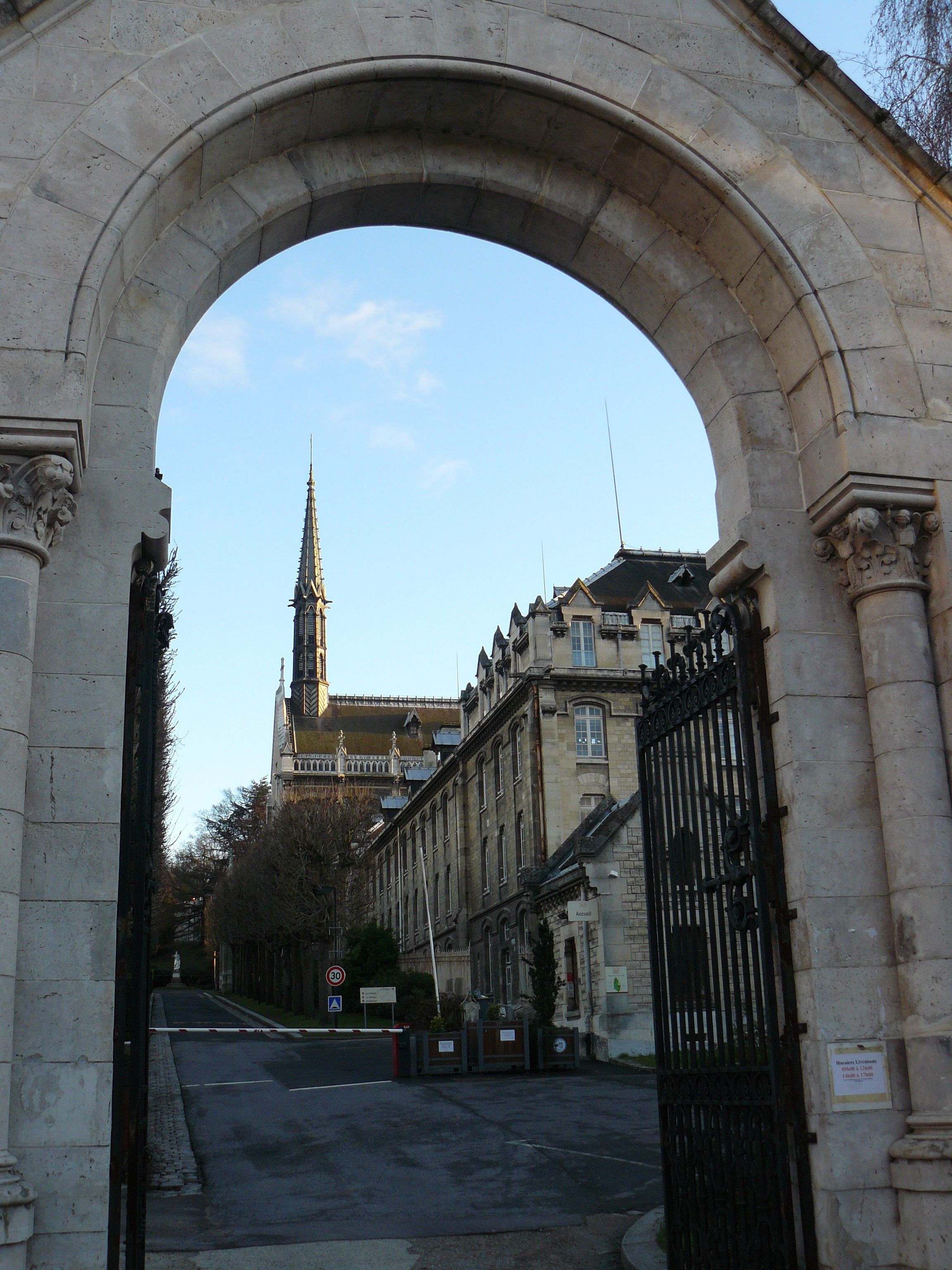
L'entrée de l'orphelinat Saint-Philippe, rue du Père-Brottier à Meudon.

L'orphelinat Saint-Philippe est situé à Meudon dans les Hauts-de-Seine, à la limite de Clamart.
Il est fondé par Maria Brignole Sale, duchesse de Galliera, épouse du marquis De Ferrari. À la mort du marquis, celle-ci consacre entre autres sa fortune à la fondation de la maison de retraite Ferrari à Clamart et de cet orphelinat de 300 enfants à Meudon, construit de 1877 à 1888 sous la direction de l'architecte Ernest-Eugène Conchon. Il est inauguré le 3 novembre 1888, quelques semaines avant la mort de la duchesse. La direction de l'établissement est confiée à la congrégation des Frères des Écoles chrétiennes.
L'orphelinat est construit sur un vaste domaine sur lequel se dressait autrefois le château de Fleury, une paroisse qui dépendait de Clamart avant d'être rattachée à Meudon. Le domaine appartenait à la famille de Pastoret lorsque le château brûla en 1871 ; c'est la marquise de Plessis-Bellière qui le vendit à la duchesse de Galliera en 1877.
Pendant les deux guerres mondiales, l'orphelinat sert d'hôpital militaire. Environ 7000 blessés y sont soignés lors de la Première Guerre mondiale. Un monument aux morts interne à l'établissement est inauguré le 23 juin 1924.
Le premier août 1946, la Fondation des orphelins apprentis d'Auteuil reprend la gestion de l'établissement, qu'elle dirige encore aujourd'hui. L'orphelinat Saint-Philippe accueille désormais un lycée horticole, ainsi qu'un collège. Il s'adresse aux élèves en difficulté et dispose d'un internat. Depuis 2004, il s'intitule « Village éducatif Saint-Philippe ». Son accès principal se trouve rue du Père-Brottier.

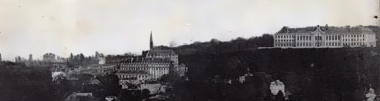
L'orphelinat de Meudon, entre la fin du XIXe siècle et le début du XXe.